# Mont-Noble
Mont-Noble é uma comuna da Suíça, situada no distrito de Hérens, no cantão de Valais. Tem 43 km² de área e sua população em 2018 foi estimada em 1.091 habitantes.
Foi criada em 1 de janeiro de 2011, a partir da fusão das antigas comunas de Nax, Vernamiège, Mase.